# 15 Minutos
15 Minutos foi um programa de televisão humorístico da MTV Brasil, apresentado originalmente por Marcelo Adnet e Felipe Ricotta (Kiabbo) – que deixou o programa após a segunda temporada e foi substituído por Rafael Queiroga na terceira. Teve ainda no elenco Gui Santana fazendo aparições e imitações a partir da segunda temporada. Foi exibido pela primeira vez em 10 de março de 2008, tendo a sua última exibição em 9 de dezembro de 2010. Hoje dia, o programa acabou virando uma inspiração do canal QminutosQ
O programa se passava num apartamento fictício no bairro do Humaitá, na Zona Sul do Rio de Janeiro, bairro onde o VJ Marcelo Adnet nasceu e morou de fato até começar a trabalhar na MTV. Este era gravado em um estúdio que reproduzia um quarto de um pós-adolescente (perfil este denominado no próprio programa de "leleske") no bairro de Sumaré, São Paulo.

## Programa
No programa, Adnet lia e-mails dos telespectadores, canta canções geralmente parodiadas ou com temas relacionados ao cotidiano, imitava celebridades e improvisa. O formato curto teve sucesso, e a MTV criou no ano de 2009, mais programas com esta duração. O programa, desde o seu início, foi um sucesso de crítica e público.

## Temporadas antigas
Nos anos de 2008 e 2009, girava sempre em torno de um determinado tema; apresentava um quadro com entrevistas com anônimos nas ruas sobre este tema, e durante o seu único intervalo comercial quase sempre era exibida uma esquete entre Kiabbo e Adnet, que geralmente continha merchandising dos patrocinadores do programa, e também apenas os dois conversando. "Mano Kiabbo", como era chamado por Adnet, usava sempre uma máscara, e era interpretado pelo músico Felipe Ricotta (redator da MTV que decidiu não se identificar), que aparecia sempre tocando um violão enquanto interagia com Adnet.

## Furfles Feelings
Marcelo Adnet criou uma canção, "Furfles Feelings", a partir de uma brincadeira. A música era uma sátira das músicas de boybands como Backstreet Boys e N'Sync, que eram sucesso nos anos 90, quando Adnet era adolescente. O sucesso foi tanto que a música acabou sendo gravada em duas versões estendidas em 2008: em uma, Marcelo cantava sozinho, e na outra, VJs da MTV, artistas e bandas como Pitty, Nasi (Ira!), Fresno e NxZero cantaram juntos especialmente para a edição do VMB daquele ano.

## Temporada 2010
A partir de 2010, com a saída de Felipe por motivos pessoais, Adnet buscou Rafael Queiroga. Queiroga que ficou famoso ao interpretar um personagem na novela Chamas da Vida, na Rede Record, além de integrar o Z.É. Zenas Emprovisadas, peça de improviso que conta com ele, Marcelo Adnet, Gregorio Duvivier e Fernando Caruso. Na temporada de 2010, não há um tema exato nos programas. Marcelo e Rafael leem os e-mails, as sugestões de imitações e músicas dos fãs e as atendem, debatendo sobre os temas e às vezes zombando dos erros ortográficos que encontram nos e-mails. Toda quinta-feira os VJ's recebem convidados, do cenário musical brasileiro (de representantes do Happy Rock até músicos mais desconhecidos), para improvisar. Rafael, desde sua estreia no programa, dança, faz embaixadinhas, tem que realizar desafios lançados pela audiência e sai do apartamento esporadicamente para fazer perguntas absurdas a VJ MariMoon, por quem ele supostamente nutre um amor platônico.
No dia 9 de dezembro de 2010 foi ao ar o último programa inédito com as participações de Chico Adnet (pai de Marcelo) e Lula Queiroga (pai de Rafael). Os quatro improvisaram músicas, contaram histórias e revelaram o estúdio onde o programa era gravado. Ao fim do episódio pais e filhos se despedem do apartamento e andam pelas ruas do Sumaré ao som de Ivan Lins.

## 15 Minutos em Dobro
No Verão MTV de 2010 foi dado ao Marcelo Adnet mais 15 minutos de programa, contando 30 minutos. Aonde o apresentador saia de seu apartameto para mostrar as belezas do Rio de Janeiro, contava e interpretava cada bairro da cidade.